# Анабела (Јута)
Анабела (енгл. Annabella) град је у америчкој савезној држави Јута.

## Демографија
По попису из 2010. године број становника је 795, што је 192 (31,8%) становника више него 2000. године.
| Група             | 2000.       | 2010.       |
| Белци             | 586 (97,2%) | 784 (98,6%) |
| Афроамериканци    | 0 (0,0%)    | 0 (0,0%)    |
| Азијати           | 0 (0,0%)    | 1 (0,1%)    |
| Хиспаноамериканци | 9 (1,5%)    | 4 (0,5%)    |
| Укупно            | 603         | 795         |